# 国民革命军第九十军
国民革命军第九十军，1938年组建，后成为胡宗南系嫡系部队。

## 沿革
1938年2月以驻豫绥靖公署的8个保安团组建第九十军，辖第195、第196师，均为2旅4团建制。担负第一战区对豫北沦陷区的河防任务。
1942年3月该军开赴陕西。 
1946年5月该军改编为整编第90师。1948年3月在宜瓦战役被全歼，师长严明、整53旅副旅长韩指针阵亡、整61旅副旅长李秀岭、参谋长张辑熙被俘。
1948年9月恢复第九十军番号。 
1949年12月25日该军第61师随第18兵团部参加成都起义。第53师随军部突围被歼灭。